# Josep Maria de Muller
Josep Maria de Muller y Abadal (Barcelona, 5 de julio de 1919 - 1981) fue un abogado y político español, segundo marqués de Muller. Fue presidente de la Diputación Provincial de Barcelona entre 1967 y 1973. 

## Biografía
Hijo del primer marqués de Muller, Francesc Xavier de Muller y Ferrer, aristócrata y viticultor tarraconense de origen alsaciano, también era sobrino de Raimundo de Abadal Calderó. Fue miembro del Real Cuerpo de la Nobleza catalana y se dedicó principalmente al mundo de los negocios. En 1967 fue elegido presidente de la Diputación Provincial de Barcelona al mismo tiempo que era procurador en Cortes y Consejero Nacional del Movimiento, cargo que ocupó hasta 1973. Durante su mandato, debido a la influencia de su tío, inició los cursos de catalán en las bibliotecas populares, se organizó el primer homenaje a Enric Prat de la Riba con participación institucional y trató de normalizar las relaciones con el Instituto de Estudios Catalanes.
Trató de crear un consorcio de servicios que llegasen a los cuatro consejos provinciales y creó el consorcio del Área metropolitana de Barcelona. Amplió el presupuesto para libros en la nueva Red de bibliotecas Populares. Con el fin de mejorar la red de carreteras de la Diputación Provincial, muy precaria, debido a la fuerte aumento de la población de esos años, se llevó a cabo una política de obras públicas expansiva e inició la construcción del túnel del Cadí. También favoreció la declaración de parques naturales del Macizo del Montseny y del Macizo de Sant Llorenç del Munt. Por último, creó el Consorcio Urbano de El Maresme, una entidad puente entre la Diputación, el Ayuntamiento de Barcelona, la Comisión de Planeamiento urbano y el Consorcio de Información y Documentación de Barcelona.
| Predecesor: Joaquín Buxó-Dulce de Abaigar | Presidente de la Diputación de Barcelona 1967-1973 | Sucesor: Juan Antonio Samaranch |